# Ядро Фейера
Ядро Фейера — функция, применяющаяся для суммирования по Чезаро рядов Фурье или преобразований Фурье, задаваемая формулой:
{\displaystyle \Phi _{n}(x)={\frac {1}{n+1}}\sum _{k=0}^{n}D_{k}(x)},
где {\displaystyle D_{k}(x)} — ядро Дирихле. В сокращённой форме:
{\displaystyle \Phi _{n}(x)={\frac {1}{2(n+1)}}{\frac {\sin ^{2}{\frac {n+1}{2}}x}{\sin ^{2}{\frac {x}{2}}}}}.
Названо в честь венгерского математика Липота Фейера.
Если {\displaystyle f(x)} — интегрируемая на {\displaystyle [-\pi ,\pi ]} и {\displaystyle 2\pi }-периодическая функция, то:
{\displaystyle \forall x\in \mathbb {R} ~\forall n\in \mathbb {N} \;\;\sigma _{n}(f;x)=\int \limits _{-\pi }^{\pi }f(x-u)\Phi _{n}(u)du=\int \limits _{0}^{\pi }(f(x-u)+f(x+u))\Phi _{n}(u)du}.
Теорема Фейера: если {\displaystyle f(x)} — непрерывная {\displaystyle 2\pi }-периодическая функция, {\displaystyle S_{k}(x)} — частичные суммы ряда Фурье этой функции, а {\displaystyle \sigma _{n}(x)}  — среднее арифметическое этих частичных сумм — {\displaystyle \sigma _{n}(x)={\frac {1}{n+1}}\sum \limits _{k=0}^{n}{S_{k}(x)}} (называемое также суммой Фейера порядка {\displaystyle n}), то {\displaystyle \sigma _{n}(x)} равномерно сходится к {\displaystyle f(x)}.
Если {\displaystyle \Phi _{n}(x)} — положительная {\displaystyle 2\pi }-периодическая чётная функция, то выполнены следующие утверждения:
- {\displaystyle \forall n\in \mathbb {N} ~\int \limits _{-\pi }^{\pi }\Phi _{n}(u)du={\pi }};
- {\displaystyle \int \limits _{\delta }^{\pi }\Phi _{n}(u)du\rightarrow 0,\int \limits _{-\pi }^{-\delta }\Phi _{n}(u)du\rightarrow 0,n\rightarrow \infty } для любого фиксированного {\displaystyle \delta >0}.

Ядро Фейера для интеграла Фурье:
{\displaystyle F_{n}(x)={\frac {2}{\pi n}}{\frac {\sin ^{2}{\frac {n}{2}}x}{x^{2}}}}
Свойства ядра Фейера для интеграла Фурье:
- {\displaystyle F_{n}(x)\geqslant 0};
- {\displaystyle \int _{-\infty }^{\infty }F_{n}(x)dx=1};
- {\displaystyle \int _{|x|\geqslant \delta }F_{n}(x)dx\rightarrow 0} для любого фиксированного {\displaystyle \delta >0} при {\displaystyle n\rightarrow \infty }.